# Laissez-nous rêver
Albums de Herbert Léonard
Mon cœur et ma maison
(1985) Olympia 1988
(1988)
Laissez-nous rêver est un album (et une chanson) de Herbert Léonard sorti en 1987.
Le clip de Quand tu m'aimes est tourné par le réalisateur français Daniel Vigne. Selon Herbert Léonard, les textes de cette chanson sont « sans métaphore, ni vulgarité. [Le] clip (…) va d'ailleurs dans ce sens. C'est la raison pour laquelle nous avons censuré les huit dernières secondes jugées trop « hot », trop suggestives au goût de l'équipe. Mon clip est volontairement sensuel et érotique, mais il ne met jamais mal à l'aise. »

## Liste des titres
1. Laissez-nous rêver (3 min 58 s)
2. Sur des musiques érotiques (5 min 19 s)
3. Je t'aime (3 min 49 s)
4. Tu ne pourras plus jamais m'oublier (4 min 48 s)
5. Ca commence comme ça (4 min 21 s)
6. J'efface un rêve (4 min 26 s)
7. Quand tu m'aimes (3 min 50 s)
8. À ton âge (3 min 01 s)
9. Bonus CD. Portrait d'une femme (4 min 02 s) (nouvelle version)
10. Bonus CD. J'pense qu'à ça (5 min 07 s)